# Sedgwick Castle
Sedgwick Castle är ett slott i Storbritannien.   Det ligger i grevskapet West Sussex och riksdelen England, i den södra delen av landet, 50 km söder om huvudstaden London. Sedgwick Castle ligger 78 meter över havet.
Terrängen runt Sedgwick Castle är platt. Runt Sedgwick Castle är det tätbefolkat, med 319 invånare per kvadratkilometer. Närmaste större samhälle är Crawley, 13,2 km nordost om Sedgwick Castle. Trakten runt Sedgwick Castle består till största delen av jordbruksmark.